# Giuseppe Fagni
Giuseppe Fagni (Larciano, 13 maggio 1950) è un ex calciatore italiano, di ruolo attaccante.

## Carriera

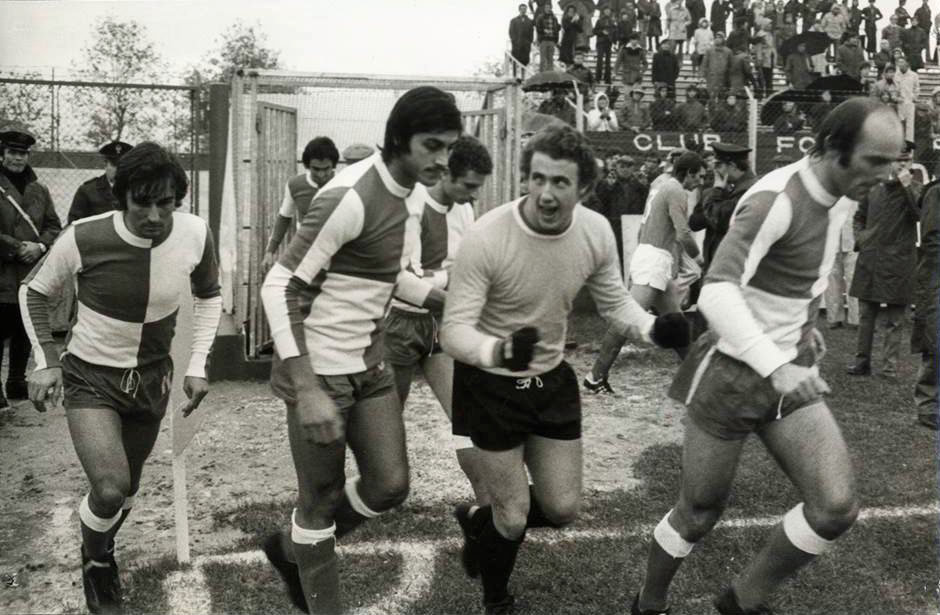
Fagni (ultimo a destra) durante la sua militanza nel Rimini a fine anni settanta

Ha disputato il campionato di Serie A 1973-1974 con la maglia del Verona, totalizzando complessivamente 17 presenze, in una stagione che vede gli scaligeri salvarsi sul campo ma retrocedere per giudizio sportivo a seguito del cosiddetto scandalo della telefonata.
Ha inoltre disputato cinque campionati di Serie B nelle file di Rimini, Taranto e Pistoiese, per complessive 127 presenze e 16 reti fra i cadetti.
Giuseppe Fagni vanta, per finire, 15 presenze in Coppa Italia con attivo un gol segnato nella vittoriosa trasferta a Genova contro la Sampdoria.
Suo nipote, Edoardo Scalabrino, milita attualmente nelle file delle giovanili della Fiorentina U14.

## Palmarès

### Club

#### Competizioni nazionali
- Serie C: 1

Rimini: 1975-1976